# گستانتین یرزنگاتسی
گستانتین یِرزنگاتسی (به ارمنی: Կոստանդին Երզնկացի) شاعر طبیعت و عشق و زندگی دنیوی است. وی در سده‌های سیزدهم و چهاردهم میلادی می‌زیسته و از روحانیان کلیسای شهر «یرزنگا» بوده‌است. برخی از مورخان و محققان تاریخ ولادت او را سال‌های ۱۲۶۰–۱۲۵۰ میلادی نیز ذکر می‌کنند. شهرهای یرزنگاتسی به دو بخش مذهبی و غیر مذهبی تقسیم می‌شوند. در شعرهای غیر مذهبی، شاعر و زندگی و طبیعت را سروده و آفتاب، ماه، سپیده، بهار، درخت، گل، زیبایی و عشق را تحسین کرده‌است.